# Chinois
La chinois, in tedesco schneckenkuchen, è un dolce francese e tedesco. Si tratta di una torta composta da diverse spirali di pasta brioche e ripiena di crema pasticcera. Rientra nell'ambito dei dolci viennoiserie.

## Storia
Poco si sa sulle origini della chinois. La sua paternità è rivendicata  dai dipartimenti francesi dell'Alsazia e la Mosella e della Germania. Anche le origini del suo nome sono poco chiare: secondo una teoria, la parola chinois deriva dall'arancia amara spesso usata per insaporirla. Questo sembra sottolineato dal Dictionnaire des régionalismes du français en Alsace (1895) di Pierre Rézeau, ove viene riportato che la specialità contiene il liquore a base di melàngolo chinois. In Germania il dolce si è invece diffuso con il diversissimo nome schneckenkuchen (lett. "torta di chiocciole").